# الغولف في الألعاب الأولمبية الصيفية 2016
عقدت منافسات الغولف في دورة الألعاب الأولمبية الصيفية 2016 في ريو دي جانيرو، البرازيل، في ملعب الغولف الأولمبي الذي بني داخل محمية دي مارابيندي في منطقة بارا دا تيجوكا في الفترة من 11-20 أغسطس 2016.